# Kristián Luna
Kristián Luna, též Christian Luna (1671, ? – 11. srpna 1729 Praha) byl český malíř, projektant a stavební podnikatel. Je znám především svou účastí na vybudování mariánského poutního areálu na Bílé Hoře.

## Život
Původ Kristiána Luny není známý. Byl dvakrát ženatý. Dne 22. října 1695 se oženil se Sabinou Böhmovou († 1714). Na druhé svatbě s Klárou Hammerovou († 1755), která se konala 7. června 1715, byl svědkem Petr Brandl. Z prvního manželství se dospělého věku dožila dcera Marie Josefa (* 1697) a syn Jan Josef (* 1703), který byl r. 1723 vysvěcen na kněze. Z druhého manželství měl šest dětí: roku 1716 se narodila dcera Anna Eliška, roku 1718 dcera Marie Anna, 1720 dcera Marie Kateřina, 1721 dcera Marie Josefa Karolina, 1725 dcera Anna, v roce 1728 syn Jan.
Bydlel v Praze na Hradčanech v domě U kamenného sloupu (Úvoz 24, čp. 160/IV, Hradčany), který v roce 1697 koupil za 1300 zlatých. Přátelil se s malíři a grafiky: Petrem Brandlem, Antonínem Birkhardtem, J. Eischerem či Baltasarem van Westerhoutem. Roku 1699 byl zapsán mezi členy malostranského cechu malířů. Pracoval často pro české a moravské šlechtické rodiny (například pro Trautmannsdorfy), také pro řád kapucínů (jeho syn se stal mnichem tohoto řádu). Navrhl výstavbu poutního areálu na Bílé Hoře, spolu se zedníkem Jindřichem Klingenleitnerem se podílel na první etapě jeho stavby. Podnikal také v rudokupectví, roku 1710 byl podílníkem zlatého dolu Santa Marie de Victoria v Jílovém u Prahy. Na rozdíl od Petra Brandla, který se tímto podnikáním zadlužil, Kristian Luna ze svého podílu přispíval na výstavbu bělohorského areálu.
Dům U kamenného sloupu byl v držení rodiny a potomků Kristiána Luny až do roku 1846. Na jeho průčelí je domovní znamení – sloupek s dřevěnou plastikou Immaculaty, kterou vytvořil pravděpodobně sám Kristián Luna někdy kolem r. 1700, přičemž předlohou mu byla postava Panny Marie od Jana Jiřího Bendla na Mariánském sloupu na Staroměstském náměstí.
V roce 1995 byla v domě zřízena Galerie Josefa Sudka, který tu žil a tvořil od roku 1959 až do své smrti v roce 1976.

## Dílo
Maloval portréty, portrétní miniatury a oltářní obrazy.
- Narození Páně, kopie tzv. Strakonického obrazu, olejomalba pro poutní kostel Panny Marie Vítězné na Bílé Hoře, v mědirytu provedl Antonín Birkhardt
- Portrétní miniatura Jana Kryštofa Bořka, v mědirytu provedl Antonín Birkhardt
- Portrét neznámého šlechtice, zámek Karlova Koruna, Chlumec nad Cidlinou
- Portrét Kryštofa Norberta Voračického z Paběnic, zámek Jaroměřice nad Rokytnou (svoz Osová Bítýška)
- Oltářní obraz pro kostel sv. Norberta (1708)